# Philoliche palustris
Philoliche palustris är en tvåvingeart som beskrevs av Wray Merrill Bowden 1977. Philoliche palustris ingår i släktet Philoliche och familjen bromsar.
Artens utbredningsområde är Uganda. Inga underarter finns listade i Catalogue of Life.